# ارلين مارتل
ارلين مارتل (بالإنجليزية: Arlene Martel)‏ (14 أبريل 1936 - 12 أغسطس 2014) ولدت في ارلين غريتا ساكس،ممثلة و كاتبة و مدربة تمثيل أمريكية .

## روابط خارجية
- ارلين مارتل على موقع IMDb (الإنجليزية)
- ارلين مارتل على موقع أول موفي (الإنجليزية)
- ارلين مارتل على موقع قاعدة بيانات برودواي على الإنترنت (الإنجليزية)
- ارلين مارتل على موقع قاعدة بيانات الأفلام السويدية (السويدية)
- ارلين مارتل على موقع قاعدة بيانات الفيلم (الإنجليزية)